# Altération (géologie)
Pour les articles homonymes, voir Altération.

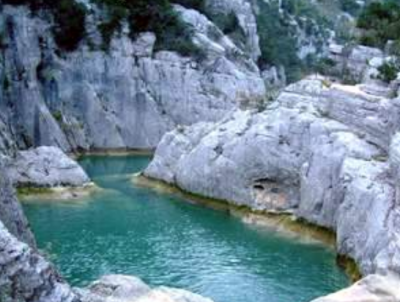
Au niveau du ravin des Arcs, le niveau maximum des eaux est marqué par la bande beige de calcaire, révélée par abrasion mécanique, et la ceinture verte d'algues. Au-dessus, l'altération microbienne du calcaire forme sur la roche taraudée des croûtes biologiques bleu-gris formées de biofilms abritant une communauté de micro-organismes (bactéries, microalgues).

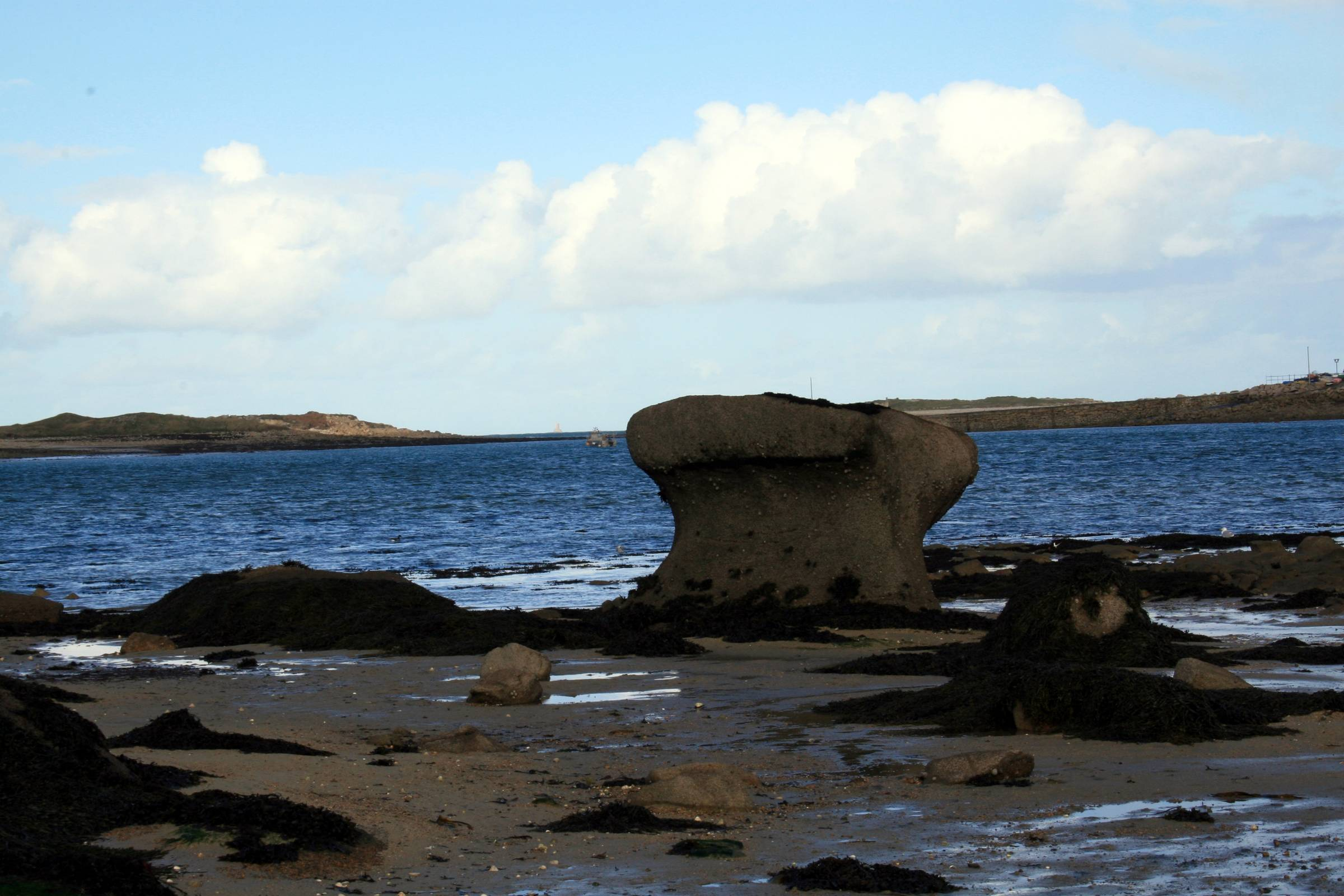
Encoche de pédogenèse : débarrassé de sa gangue d'arène, ce bloc granitique d'un chaos, tombé au niveau du sol, porte des traces de pédogenèse résultant de l'attaque de sa partie enterrée par les acides humiques et fulviques. Isolé sur l'estran, il forme un « champignon de mer ».

En géologie, l’altération, plus précisément l’altération des minéraux, est l'ensemble des modifications des propriétés physico-chimiques des minéraux, et donc des roches, par des réactions abiotiques, induites par les agents atmosphériques à l'origine de l'altération météorique (ou météorisation), les eaux souterraines, responsables de l'altération de subsurface (cryptoaltération), et les eaux thermales, à l'origine de l'altération hydrothermale. L'altération peut également être provoquée par des réactions biotiques induites par les racines des plantes participant à la microdivision ou encore les communautés microbiennes telluriques spécifiques — cyanobactéries, microchampignons, archéobactéries — qui ont colonisé les roches et les minéraux sur Terre depuis des milliards d'années),. Elle dépend en particulier du climat, de la température des eaux, de la nature des roches et de leur degré de fracturation, ainsi que de l'interaction entre plantes, champignons mycorhiziens et communautés bactériennes (rhizosphère, minéralosphère, hydrosphère... une « mélodie des sphères » qui accompagne l'altération). On parle aussi d'altération pour les transformations des roches de la surface des astéroïdes et d'autres corps célestes comme la Lune, dues principalement aux impacts météoritiques et conduisant à la formation d'un régolithe.
Ce processus de transformations a lieu in situ, ce qui le distingue du remaniement qui implique des transformations avec déplacement des matériaux qui restent proches du lieu d'origine, et de l'érosion qui correspond à des transformations avec évacuation vers l'extérieur des matériaux.
Dans certains contextes, les différences avec le métamorphisme de basses pression et température peuvent être floues, notamment dans le cas de l'hydrothermalisme.

## L'altération des roches granito-gneissiques

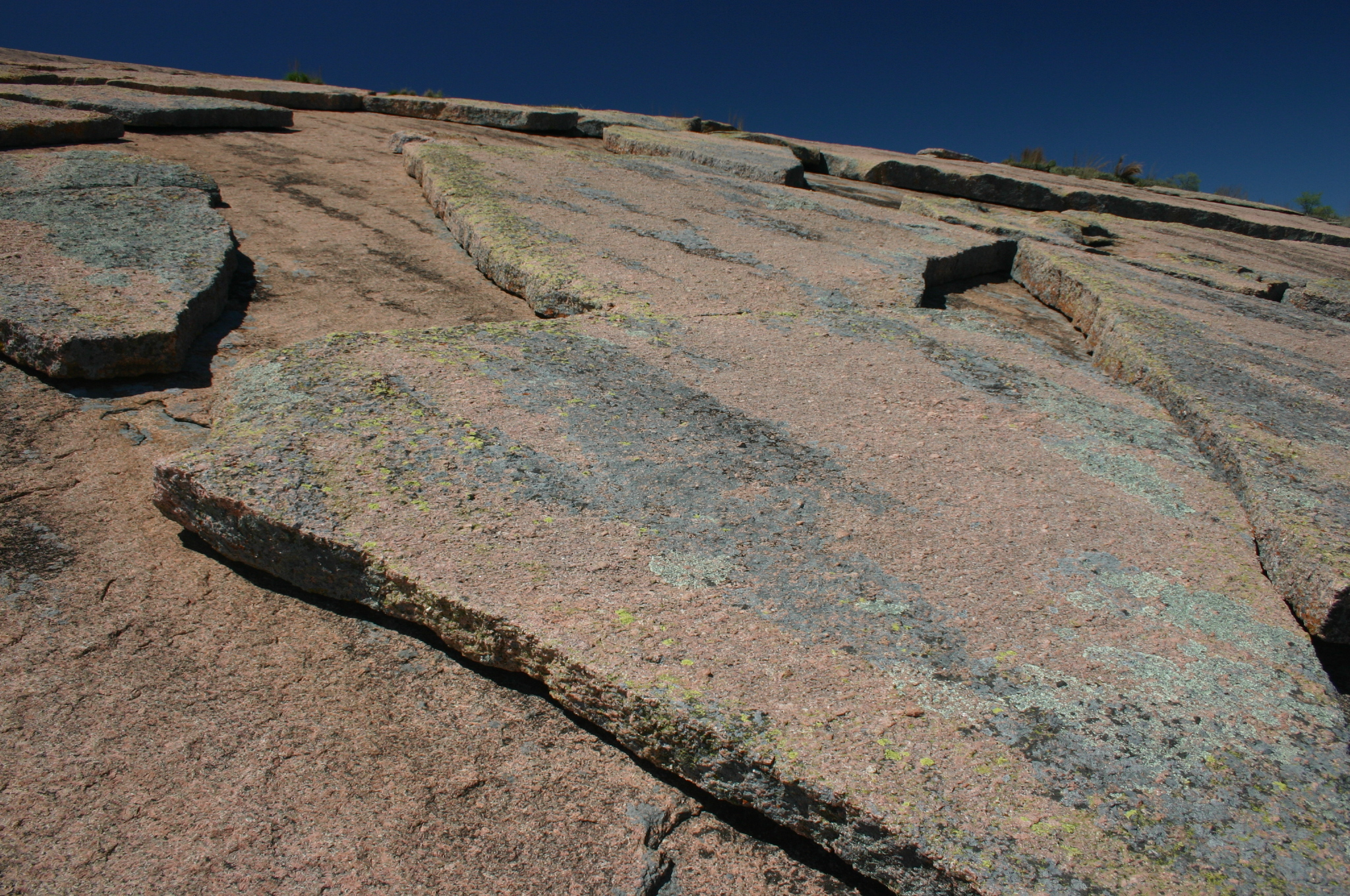
Exfoliation en « pelures d'oignons » dans un chaos granitique.

Les roches granito-gneissiques sont les principales roches présentes à la surface des continents. Leur composition est celle d'un granite au sens large : quartz, micas, feldspaths, éventuellement amphiboles, pyroxènes, grenats.
Leur friabilité plus ou moins grande, combinée à l'altération et l'arénisation qui progresse vers le bas à une vitesse variant de 1 à 300 mm pour 1 000 ans, expliquent la différence de profil des paysages. L'altération de granites tendres donne des reliefs anguleux. La desquamation des granites alcalins, plus résistants, forme de larges plaques (dites « pelures d'oignons »).

### Effet du climat

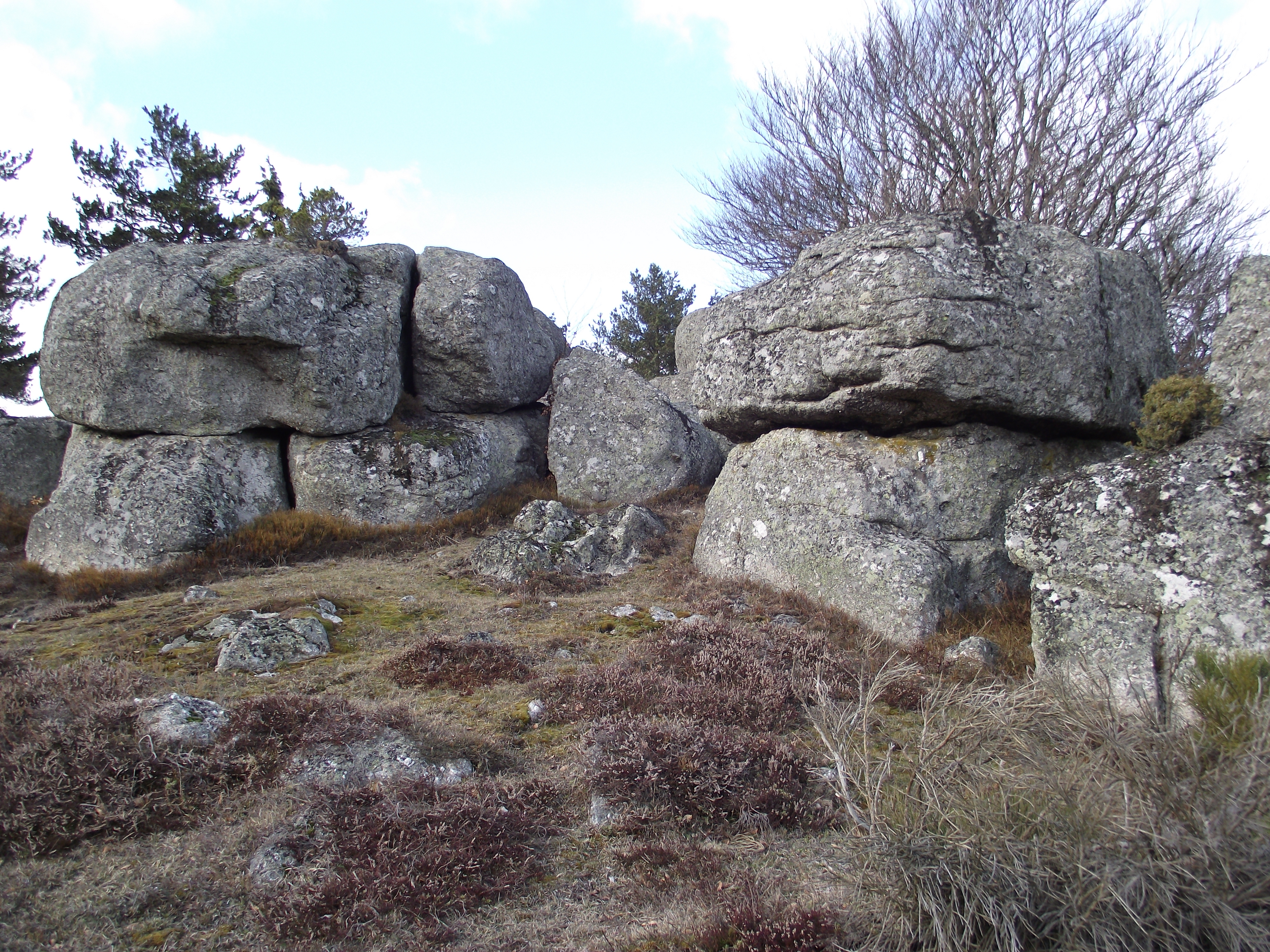
Chaos granitique dans l'Est des monts d'Aubrac (Massif central), région riche en formations de ce type.

L'altération de ces roches dépend en grande partie de la présence d'eau. Elle est donc directement liée à la hauteur des précipitations. L'altération est quasiment nulle dans les déserts secs, comme le désert du Sahara, où l'érosion est purement mécanique. Elle est également très limitée dans les milieux où l'eau liquide est rare, comme c'est le cas en haute montagne ou dans les régions situées au hautes latitudes (climats polaires). D'autres facteurs physiques entrent en jeu : l'air (vent sur les roches de surface, bulles d'air sur les roches sous terre), la température (cryoclastie, thermoclastie),, l'impact des activités humaines sur le climat (augmentation des gaz à effet de serre, acidification des eaux de pluie, consommation des énergies fossiles…),.
Dans les zones où les précipitations ne sont pas négligeables, l'altération est importante. On distinguera deux cas majoritaires : l'altération en climat tempéré (moyennes latitudes) et l'altération en climat équatorial.

#### En climat tempéré

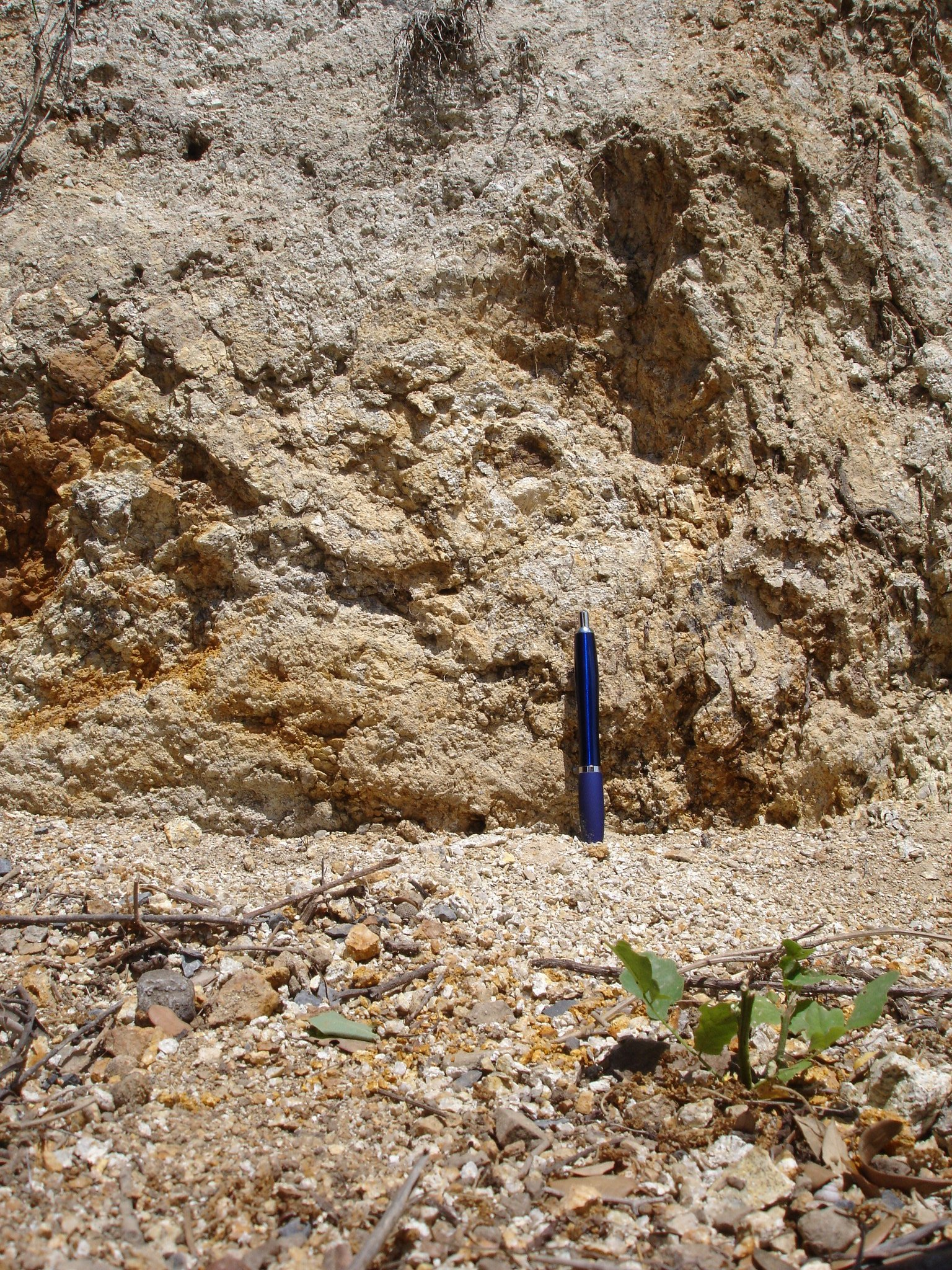
Granite pourri et arène granitique au chaos granitique de Targasonne près de Font-Romeu-Odeillo-Via.

Les régions tempérées sont caractérisées par des hauteurs de précipitations moyennes (en général entre 500 et 1 500 mm/an) et des températures moyennes (moyennes annuelles de 5 à 15 °C), à forte variation hiver-été.
L'altération des roches granitiques dans ces régions est caractérisée par une dégradation partielle des minéraux constitutifs du granite.
- Le quartz est solubilisé, sous la forme soluble Si(HO)4, mais l'abondance modérée de l'eau et la température faible limitent la vitesse de lessivage. Une grande partie du quartz reste donc présente.
- Les feldspaths sont pour la plupart dégradés. La forte solubilité des ions K+ et Na+, notamment, entraîne leur lessivage rapide, et déstabilise la structure cristalline du feldspaths. Cette solubilité est d'autant plus importante que l'eau est acide (présence d'acides organiques ou inorganiques, de CO2) ou riche en molécules chélatrices[16]. L'acidité permet en effet une substitution des cations constitutifs du feldspath (K+, Na+, Ca2+) par les protons H+ présents dans l'eau. Comme pour le quartz, la silice est modérément solubilisée. L'aluminium quant à lui, forme avec l'eau le précipité Al(OH)3, insoluble. Il en résulte la formation de minéraux hydratés très appauvris en cations K+, Na+ et Ca2+, légèrement appauvris en silice, et donc relativement enrichis en aluminium. Ce sont des argiles, notamment celles de la famille des smectites (Si/Al = 2 à 2,4) ou des illites (Si/Al = 1,5).

L'altération est d'autant plus importante que l'eau peut pénétrer profondément dans la roche. Ainsi, elle est favorisée par la présence de fissures, ou diaclases, voire de microdivisions. Le processus de dissolution est également influencé par la température ou le potentiel redox de la solution (action sur les minéraux ferro-magnésiens).
Les constituants non altérés (quelques feldspaths, des grains de quartz, mais aussi les muscovites) se retrouvent désolidarisés et mélangés à l'argile d'altération sous la forme d'un sable connu sous le nom d'arène granitique. On peut couramment, dans les régions granitiques, observer la transition entre granite frais, granite en voie d'altération (roche relativement friable) et arène granitique.
Les paysages résultant de l'altération des granites en climat tempéré sont tout à fait caractéristiques, et portent le nom de chaos granitiques. La présence de boules de granite frais en cours d'altération a donné lieu a l'appellation "altération en boules" pour ce type d'altération.

#### En climat équatorial et tropical

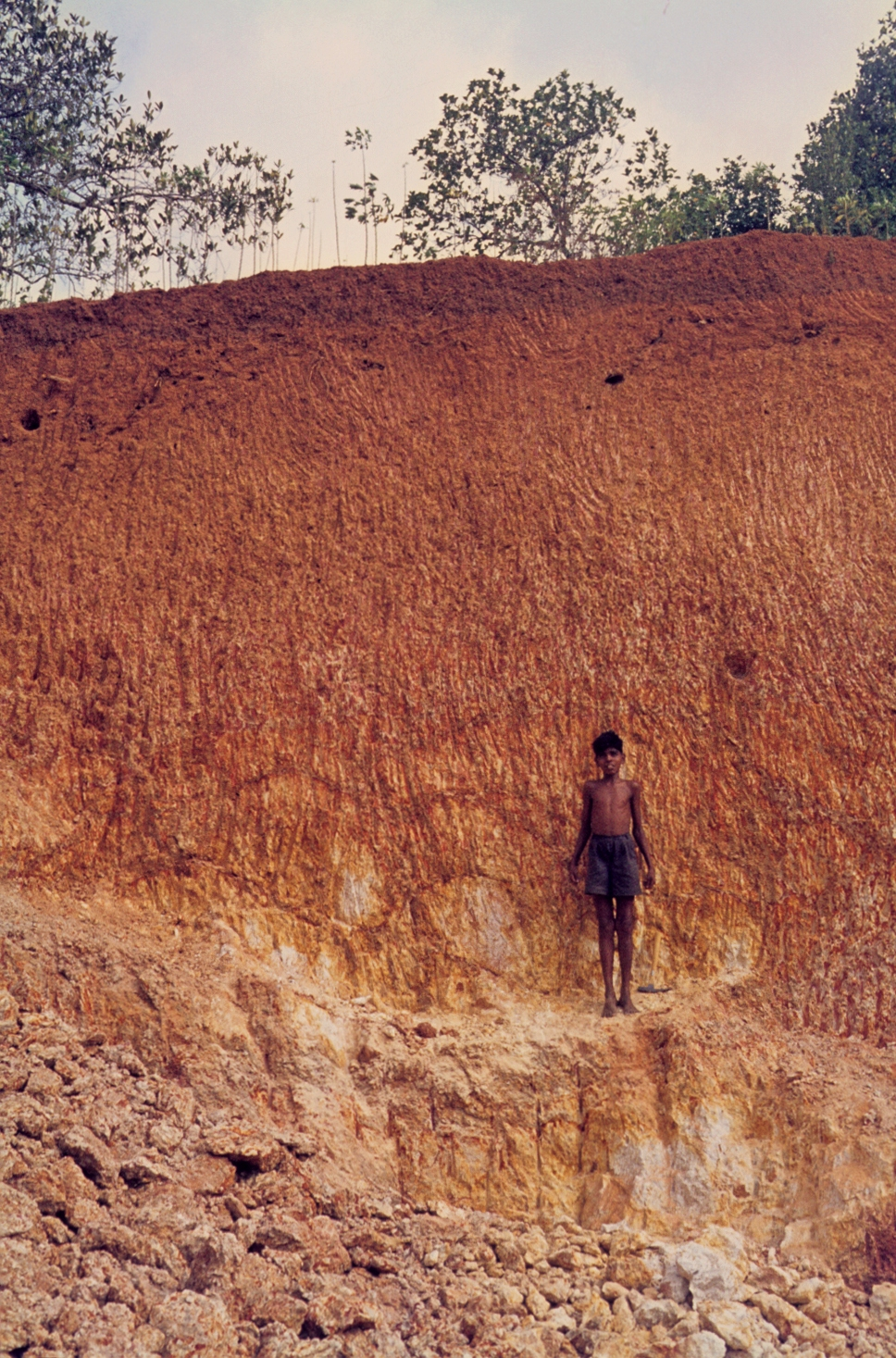
Un profil latéritique : transition depuis le bas, un saprolite meuble vers une fine latérite indurée marron, le tout sous un sol latéritique (Inde).

Les régions équatoriales sont caractérisées par des précipitations très importantes (en général de 1 000 à 10 000 mm/an) et des températures élevées et relativement constantes au cours de l'année (entre 20 °C et 30 °C).
Dans ces conditions, la solubilisation de la silice est bien plus importante qu'en milieu tempéré. Elle donne lieu à un lessivage important du silicium (toujours sous la forme Si(HO)4) en provenance du quartz, mais également des feldspaths et autres silicates.
Cet important appauvrissement en silicium donne lieu à la formation d'argiles pauvres en silice, comme la kaolinite (Si/Al = 1).
Dans des conditions plus extrêmes (températures et pluviométrie très élevées), le lessivage du silicium peut être quasiment total, ce qui entraine la formation de minéraux ne contenant pas (ou peu) de silicium, mais très riches en aluminium (non lessivé). Ils forment alors une roche connue sous le nom de bauxite.
Dans sa forme pure, elle est constituée de gibbsite, de formule Al(OH)3, et de diverses formes de AlO(OH), la boehmite et le diaspore. Il est courant que le fer présent initialement sous forme d'impuretés dans le granite s'accumule dans la bauxite. En effet, la forme stable du fer dans les conditions d'oxydation de l'atmosphère est la forme Fe(III), qui forme avec l'eau le précipité (non soluble) Fe(OH)3.
Les sols de bauxites sont connus sous le nom de latérites, ou cuirasses latéritiques. Ils constituent en effet une couverture relativement imperméable et indurée.

## L'altération des roches carbonatées
Les roches carbonatées sont représentées à la surface de la Terre en particulier par les calcaires (CaCO3), et secondairement par les dolomies ((Ca, Mg)CO3). Les carbonates où le cation n'est ni Ca2+ ni Mg2+ sont extrêmement minoritaires, et ne seront pas traités ici.

### Carbonate de calcium

#### Dissolution dans l'eau pure
Une pincée de craie dans de l'eau pure ne semble pas se dissoudre. En effet, le carbonate de calcium est très peu soluble dans l'eau pure. Sa constante de solubilité (Ks) à 25 °C est en effet d'environ 5.10-9. On pourrait donc s'attendre à ce que le calcaire ne soit que peu altérable par l'eau.

#### Dissolution dans l'eau chargée enCO2
On constate toutefois que la même pincée de craie saupoudrée dans un récipient d'eau gazéifiée se dissout très rapidement. L'explication réside dans le fait que l'équilibre 
CaCO3 ⇌ Ca2+ + CO32−                                    (1)
est, en milieu aqueux, largement lié aux deux équilibres acido-basiques lié au CO2 :
CO2 + 2 H2O ⇌ HCO3− + H3O+                         (2)
HCO3− + H2O ⇌ CO32− + H3O+                         (3)
Selon la loi des équilibres chimiques, chacune de ces réactions est d'autant plus déplacée vers la gauche que l'eau est acide (riche en ions H3O+). Or la réaction (2) (dissolution du CO2 dans l'eau) produit des ions H3O+ ; l'eau riche en CO2 favorise donc la solubilisation du carbonate de calcium. Le bilan des deux réactions (dissolution du calcaire et dissolution du CO2) peut donc s'écrire :
CaCO3 + CO2 + H2O ⇌ 2HCO3− + Ca2+            (4) = (1) + (2) + (3)
La constante d'équilibre de cette réaction, à 25 °C, est de 4,5 × 10-5, soit beaucoup plus élevée que la constante de dissolution du calcaire dans l'eau pure. L'eau chargée en CO2 a donc un pouvoir de dissolution du calcaire bien plus important que l'eau pure.
Le CO2 étant, comme tous les gaz, d'autant plus soluble que la température de l'eau est faible (les réactions de dissolution des gaz sont exothermiques), les eaux les plus froides sont celles qui peuvent contenir le plus de CO2. L'altération des roches calcaires par le CO2 dissout est donc maximale dans les régions humides et froides, soit les régions tempérées ou à latitude élevée.

#### Karst et modelé karstique
Le modelé caractéristique de l'altération des massifs calcaires en régions tempérées est le modelé karstique.